# Simulación militar

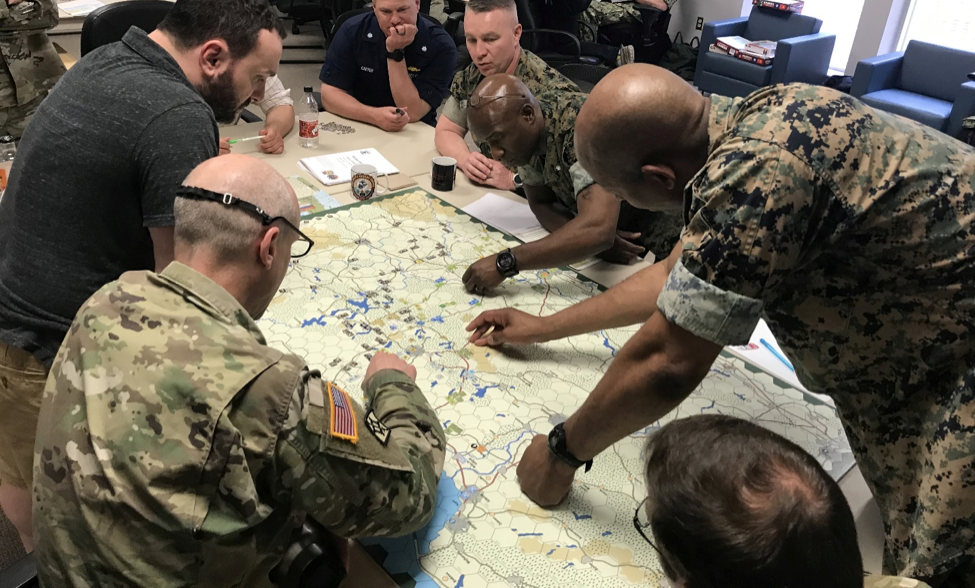
Un juego de guerra en la Escuela de Guerra del Cuerpo de Marines de EE. UU. (abril de 2019). El juego de guerra fue organizado por el Dr. James Lacey, profesor de estudios estratégicos en la Marine Corps War College

Las simulaciones militares, también conocidas coloquialmente como “juegos de guerra” son ejercicios militares en los cuales las teorías sobre la guerra se prueban y se refinan sin necesidad de llevar a cabo hostilidades reales. Muchos profesionales critican la expresión “juegos de guerra” porque hace referencia a juegos de computadores que representan operaciones militares y por lo tanto prefieren el término simulación.
Las simulaciones existen en muchas formas diferentes, con varios grados de realismo. Recientemente, el alcance de las simulaciones se ha ampliado para incluir no solo los factores militares, sino también lo político y lo social los cuales se consideran inseparables en las situaciones de una guerra real.
Mientras que muchos gobiernos usan simulaciones, tanto individualmente como en cooperación con otros, poco se sabe de ello en los círculos profesionales fuera de estos. Sin embargo a través de modelos es como muchos gobiernos llevan a cabo el refinamiento de sus agendas militares y políticas. Las simulaciones militares son útiles como una forma de desarrollar soluciones tácticas, estratégicas y doctrinales, pero los críticos argumentan que las conclusiones obtenidas como resultado de estos modelos son inherentemente defectivas debido a la naturaleza de los modelos usados.
Durante los últimos años se ha incorporado diferentes esquemas de simulación militar que han llegado a cierto punto de modernización en los cuales se han integrado ciertos esquemas de uso ya que algunas simulaciones militares han llegado a ser cibernéticas.
- Datos: Q2508200
- Multimedia: Military wargames / Q2508200